# Ptilodactyla lutea
Ptilodactyla lutea là một loài bọ cánh cứng trong họ Ptilodactylidae. Loài này được Pic miêu tả khoa học năm 1946.